# 성서무오설
성서무오설(聖書無誤說, 영어:  Biblical inerrancy) 또는 성경무오설(聖經 無誤說)은 인류 구원을 위한 복음을 담은 성경의 권위를 강조하는 기독교 보편교회 전통의 주요 개념이다. 초대교회부터 성경이 구원의 지침으로 완전하고 무오하다는 의미로 사용되었으며, 이미 4세기 신학적 개념으로 활용했다. 
20세기에 와서 전통적인 성서무오설 이외에도 축자영감설의 성서무오설이 등장하며 원래 의미와 전혀 다르게 혼용하는 기독교 용어이다. 성서무오설 용어는 현재, 전통적 성서무오설과 축자영감설적 성서무오설을 구분하여야만 한다.
보편교회(공교회) 시절부터, 11세기 교회 대분열 이후 동방교회나 서방교회에서도 성경의 권위를 두는 표현으로 사용하였다. 16세기에는 서방교회의 종교개혁 사상에서 신학적 용어로 주로 사용하였다. 현재는 개신교회에서 특히 강조하는 용어다. 전통적 성서무오설은 하나님의 복음을 담은 성경이 인류를 구원에 이르도록 하기에 '완전함'을, '흠 없음'을 강조하는 신학적 개념이다.
성서무오설의 개념은 이미 4세기 보편교회(공교회) 시절부터 내려왔고, 16세기 서방교회의 종교개혁을 지지한 개혁 찬성파, 현재의 개신교회가 강조한 신학이론으로 발전하였다. 성경의 교회내 권위 회복을 강조하며 16세기 서방교회 문제가 제도주의, 즉 '교황중심주의'였으므로 이를 극복하고자 제시한 기독교의 원형, 즉 '복음중심주의'를 지지하는 개념이다. 마틴 루터를 포함한 개혁 사상가들 역시 성경의 절대성을 강조하였다. 성서무오설은 ‘인류 구원’의 복음이 성경에 쓰였고, 교회는 성경을 기초하므로 그 최고 권위를 인정하는 개념의 표현이다. 초기 개신교 신학의 중요한 신학적 주제에서 출발하여 현대까지 정통 개신교 교회들이 인류 구원을 이루기에 성경의 '흠없음'을 강조하는 성경 이해 방식이다. 같은 서방교회인 천주교회는 교황무오설을 더 지지한다.
이에 반해, 20세기 이후에 개신교 보수파인 기독교 근본주의자들이 축자영감설적 성서무오설을 주장하여, 자연과학적 증명까지 포함한다고 주장하며 그 용어 의미를 변형하였다. 원래 의미와 다르게 각인된 기독교 용어 중의 하나로, 축자영감설과 성경 문자주의와 혼용되어 본래의 의미와 전혀 다른 용례로도 사용한다.

## 개요
기독교 초기 정경 형성 시기인 4세기 공교회 초기 시기에 이미 성경은 인류의 구원을 위해서 흠이 없으며, 교회활동과 신학 연구에 절대적인 기준으로 정경, 즉 구약과 신약성경이 완전하다는 주장은 존재했다. 교회내에서 성경의 중요성이 평가절하된 시기와 장소는 11세기 이후 로마교회 지역, 즉 서방교회 지역에 교황제도를 도입하던 시기부터이다. 다행히 이 시기에 동방교회 지역에서 성경과 사도의 전승, 복음중심주의 개념은 변경되지 않았다. 서방교회의 정치적 상황하에서 교황을 중심으로 형성한 교리와 주장으로 성경 자체보다, 사도의 전승보다도 교황제도가 중요하게 여겨지기 시작했다. 결국 서방교회의 교황제도는 국가 규모의 영지를 다스렸고, 16세기에는 서유럽지역의 대형 국가를 아우르는 정치 집단이 되었고, 서방교회는 도저히 종교적 경건과 성직자의 자세를 언급하기 어려운 상태가 되었다.
16세기, 종교개혁 시기, 서방교회 전체의 개혁을 주장하며, 제도나 전통이 아닌 기독교의 본질인 복음과 이를 담은 성경을 중심으로 하는 개혁을 주장하였던 '종교개혁자'인 개혁 찬성파가 등장하였다. 서방교회의 기존 제도를 지지하고, 개혁 반대파인 '교황중심주의자'들이 개혁 찬성파를 복음주의자로 불렀다. 결국 서방교회는 개혁 반대파 교황중심주의인 '제도주의자’와 개혁 찬성파 성경에 근거한 복음중심주의인 ‘복음주의자’들로 분리되어 서방교회는 지금의 ‘천주교회’와 ‘개신교회’의 교단 교회로 변화하였다.
따라서 교회가 교회답기 위해서는 그 어떤 제도보다 성경으로 충분하다는 성서무오설은 서방교회의 ‘제도주의’를 지지하는 ‘교황중심주의’에 맞서는 서방교회 개혁 찬성파 '복음중심주의', 즉 초기 개신교 신학의 성경 중요성을 강조하는 신학적 이론이었다. 성서무오설은 초기 개신교 신학에서 개신교 정체성을 나타내고, 정통적 복음주의를 나타내는 중요한 신학적 용어로 발전하였다. 성서무오설은 서방교회 개혁 반대파, 교황중심주의인 제도적 교회와 그 부조리를 비평하는 개혁 찬성파의 핵심 이론 중 하나였고, 복음중심주의를 지지하는 모든 개신교회가 지지하는 신학이론이다.
20세기 초기에 정통 개신교를 반대한 보수주의 기독교 근본주의자들이 의미를 변형하여 사용하였고, 여러 의미가 혼재된 용어가 되었다. 정통 개신교에서 성경이 구원의 지침으로 흠없음을 말하는 '전통적 성서무오설'과 기독교 근본주의의 극보수 주장을 지지하는 '축자영감설적 성서무오설'은 전혀 다른 용례로 사용한다. 이 둘은 같은 단어지만 완전히 다른 의미를 지닌 용어이다. 

### 주요 신학자의 성경 개념
종교개혁의 대표적 신학자로서 마틴 루터와 대한민국에서 가장 영향력이 큰 2명의 신학자 장 칼뱅과 존 웨슬리의 성경에 대한 개념으로서 '전통적 성서무오설'을 살피고자 한다.

#### 마틴 루터의 성경
마틴 루터는 성경 권위를 설명하기 위해 성서무오설의 표현을 사용한다. 중세 말 14세기 신학자 오컴의 윌리엄이 성경을 기반으로 서방교회의 문제를 공격한 사실을 루터는 잘 알았다. 루터는 절대적 성경의 권위를 설명하려고, 성경을 하나님의 말씀으로 설명하였다. 이 하나님의 말씀은 절대적 의미의 성서무오설의 표현이다. 루터에게 이 성경이 하나님의 말씀이라는 표현은 문자적 의미가 아니라 하나님의 말씀은 성경 안에 있고, 성경은 그분의 가르침이며, 속죄의 희생, 죄의 용서, 구원의 사역이라는 의미이다. 루터는 성경이 인류문명을 위한 윤리, 영성을 알려주는 절대적인 것으로 이해하고 주장하였다.

#### 장 칼뱅의 성경
장 칼뱅의 성경 주장은 절대적 권위의 성경을 설명하며, 그는 성경은 성령의 구술(성경 영감설)로 이루어졌다는 주장을 포함하여 성경은 성령을 통해 쓰였다고 주장했다. 흔히 이를 칼뱅이 축자영감설을 주장한 것이라 여기지만 이는 잘못된 이해이다.
칼뱅은 사도들이 구약을 신약에서 그리스도를 설명하기 위한 궁극적 목적으로만 기록했고, 성경 기록자의 인간적 차이를 이해했고, 칼뱅은 단순히 성경 구절을 인용하는 구절 활용의 주석 방식을 거부했다. 그리고 그가 주장한 ‘성령의 영감’은 서방교회 개혁 반대파, 성경보다 교황과 관련 제도를 중요시하는 교황주의자와의 논쟁에서만 성경의 권위를 설명하며 사용하였다.
칼뱅이 설명한 성령의 구술은 기독교 근본주의자나 개신교 보수주의에서 말하는 축자영감설이 아니다. 칼뱅이 전한 성령의 구술 표현은 신학이 성경에 의존하였고, 당시 서방교회 개혁 주장 역시 성경에 근거한다는 설명이다.

#### 존 웨슬리의 성경
존 웨슬리의 성경에 대한 견해 역시 인간의 말로 기록한 ‘하나님의 말씀’임을 역설한다. 강력한 성경 권위를 주장하고, 성경은 성령의 영감으로 쓰였고 설명하며, 성경의 무오함을 피력한다. 그러나 웨슬리는 하나님의 영은 성경문헌을 기록한 사람에게 영감을 준 것만이 아니라 '진지하게 기도하며 성경을 읽는 사람들에게도 항상 영감을 준다'는 주장을 동시에 하였다. 성경은 성령을 통해 기록한 하나님 말씀의 수집이 아니라 하나님이 인간과 함께 한다는 ‘역사의 증언’이라고 보았다.
웨슬리의 성경이해는 성경을 읽고 해석하는 단계를 중요하게 여겼고, 문자적인 성경 이해를 경계하였다. 웨슬리는 성경, 전통, 이성, 체험의 관점에서 성경 안에 있는 하나님 말씀에 다가서라고 강조했다. 성경 해석을 첫째로 성경 자체가 성경을 해석하기 위한 중요한 조력자로 이해했으며, 둘째 초대교회의 해석이 성경을 이해하는 도움이라고 소개했고, 셋째 인간의 사고능력은 하나님의 은사로 이해하여 하나님의 영은 이성 사용을 통해 '성경해석'을 하도록 하며, 넷째 성경은 체험을 통해서 확인하고 실천적으로 하나님을 따라 행동해야 한다는 성경 이해를 밝혔다.

### 종교개혁 신학의 성서무오설
초기 종교개혁 사상에서 성서무오설은 인류 구원을 위한 복음을 담은 성경의 권위를 강조하는 기독교적 표현인 신학 용어이다. 종교개혁자 역시 성경 내부의 의견 대립과 기록자의 시대적 차이, 동일 사건에 대한 다른 의견을 충분히 이해했으나 성경 권위에는 전혀 문제가 없었다. 그들은 교회가 인류 구원에 흠없이 무오한 성경의 바탕 위에 굳건하게 있을 때 바른 교회가 된다고 보았다. 서방교회의 종교개혁도 그러한 성경 바탕 위에 튼튼히 버틸 때 그 의미를 지닌다고 보았다.
종교개혁 사상의 성경이해는 그리스도 몸인 교회 바탕이며 기둥으로 성경은 어느 교회제도보다, 사회제도보다도, 학문보다, 과학보다 위대한 흠 없는 책으로, 인류를 구원할 복음이 담긴 성경을 의미하는 성서무오설이었다.

## 정통 개신교 신학의 전통적 성서무오설
정통 개신교 전통을 따르는 개신교회의 성서무오설에서 성경은 교회를 위해, 성도의 구원을 위해, 복음을 이해하기 위해 완전하다는 의미이다. 초기 종교개혁 신학자들의 성경 이해와 비교해 시대적 범주의 차이는 있지만 기본 개념적 차이는 다르지 않다. 서방교회가 천주교회와 개신교회로 나뉜 종교개혁 이후 17세기 유럽의 개신교 신학에 정통주의가 등장하는 시기에도 이미 성경의 내용이 상호 배치 또는 차이를 지닌다는 사실을 잘 알았다. 로마서의 주장과 야고보서의 주장이 다르다는 사실도 이미 잘 이해하였으며, 구약과 신약의 분명한 시각 차이도 이해했다. 유럽의 경건주의 시기에도 그 차이점들과 내용적 충돌을 충분히 인지했으나 성경의 절대적 권위에 아무런 영향력을 끼치지 못했다. 이런 성경 내부의 차이와 문자적 표현의 차이로 개신교 내에서 성경의 절대성을 강조하는 성도와 교회와 복음을 위한 성서무오설의 의미는 전혀 퇴보하지 않았다.
이 시기에도 성서무오설은 성경 글자나 획수에 대한 개념이 아니라 오직 믿음과 은총을 이해하고 구원을 이르기에 성경만이 유일한 길이며, 복음을 받아들이는 유일한 길로서 성경을 강조하는 용어였다. 즉 성서무오설은 기독교 신자가 복음의 길에 들어서고 하나님 나라에 들어가게 하는 지침으로 부족함이 없는 유일한 통로이다. 그 어떤 인간의 제도도 방식도 이 성서와 비견할 가치를 지니지 못한다는 의미이다.

### 대한민국의 주요 개신교단의 성경이해
대한민국 대표 개신교 교단의 신학을 형성하는 신학자 칼뱅과 웨슬리 역시 성경의 무오함을 강조하였다. 칼뱅은 성경을 기록이 아닌 하나님의 신탁으로 여겼으며, 웨슬리는 성경의 오류가 있다면 우주천제에 오류가 있다는 말과 같다고 했다. 이 강조점은 성경의 기독교내 가치를 강조하는 표현이며, 어떤 교회의 제도보다 우선한다는 의미로 표현한 것이다. 이들 또한 구약과 신약의 시점 차이와 성경 내부의 논점들을 충분히 이해하고 수용했었다. 다른 신학적 배경을 지닌 정통 개신교단 역시 이와 신학적으로 다를 바 없다.
정통 개신교 신학을 따르는 칼뱅 신학계열의 교단들이나 웨슬리 신학 계열의 교단들은 구원을 위한 성경의 온전함, 무오함을 인정하며, 동시에 성경에 대한 다양한 연구인 문헌분석연구와 역사적 연구, 수사적 연구 등의 각종 연구와 성경신학의 통합과 각 내용의 독특성을 연구하며, 고고학적 연구까지도 병행한다. 정통 개신교 교단들은 성경의 권위를 절대적으로 지지하고, 성경이 인류 구원과 교회에 흠 없이 완전하고, 무오함을 지지한다.

### 현재의 정통 개신교 신학의 성경 이해
계몽주의를 지나며 계몽주의를 이해한 개신교회 신학자의 성서 분석과 비평은 17세기에 구약과 신약의 입장 차이, 로마서와 야고보서의 내용 차이 등의 이해를 세심하게 분석한 결과에 가까우며, 성경을 문서 비평학으로 연구하는 신학자에게도 여전히 기독교 성경의 가치가 변질된 것은 아니었다. 만일 그들에게 성경의 권위가 붕괴되었다면 그들은 성경이 아닌 고대 문헌을 연구했겠지만, 여전히 성경을 유일한 연구 대상으로 삼고 근대 성경신학을 발전시켰다.
21세기 정통 개신교회는 정통적 성서무오설을 그 의미를 그대로 유지한다. 여전히 예수 그리스도의 복음을 따르는 개신교회 신학과 활동의 중심에는 성경이 있다. 즉 성경이 교회 내에서 사용하는 어떤 제도보다 인류의 구원을 위해 절대적이라는 의미이다. 기독교인들에게 성경은 올바른 인류의 현재와 미래를 위해 과학과 기술과 제도보다도 우선하는 ‘구원의 복음’이 담긴 책이다. 성경은 그러므로 과학과 기술과 제도도 뛰어넘는 인류 구원에 가장 위대하고 완전하며 오류가 없는 복음의 책이다. 성경은 언제나 기독교 교회와 성도들에게 복음의 기준이고, 교회 활동과 신학 연구와 인류의 구원에 위대하고 절대적인 기준으로 여전히 정경으로 ‘성경은 무오’하다는 4세기 보편 교회의 결정을 여전히 따르는 것이다.
정통 개신교회의 성서무오설은 성경이 인류를 향한 복음을 담은 유일한 것이며, 이 성경은 성도가 구원에 이르게 하는데 전혀 부족함도, 오류도 존재하지 않는다. 그래서 더욱 성경 내부의 입장과 차이점과, 시대적 배경을 열심히 연구하고, 그 내용을 명확히 알도록 주석하고 분석해야 한다.

## 기독교 근본주의의 축자영감적 성서무오설(축자영감설과성경문자주의)
20세기 초에 등장한 개신교의 급진적 보수주의 세력인 기독교 근본주의자들의 성서무오설은 '문자주의적이고 축자영감설적 성서무오설'(이하, 축자영감설)로 표현된다. 기독교 근본주의는 19세기 계몽주의를 이해하였던 정통 개신교 신학의 반대파로 19세기 말에서 20세기 초에 형성되었다. 16세기와 17세기 초기 개신교회의 신학 개념을 본래 의미와 달리 활용하며 극보수적 개념을 주장하는 개신교 극보수주의 세력이다. 기독교 근본주의자들은 초기 종교개혁 신학자들이 반대하고 17세기 개신교 정통주의 신학에서도 폐기한 '축자영감설'과 '문자적 성경 이해'를 20세기 초에 재활용하여 개신교 성경신학과 정통 개신교 신학에 반기를 들었다.

### 19세기 정통 개신교 신학에 대한 극보수주의적 반응
20세기 초의 근본주의의 축자영감설은 안타깝게도 성서무오설을 16세기와 17세기의 제도주의적이고 교황주의적 서방교회 문제를 극복하기 위한 이론이 아니라 계몽주의 영향을 받았던 정통 개신교 신학과 근대적 성경신학, 자유주의 신학을 거부하기 위한 극보수주의자, 근본주의 도구로 변화시켰다. 근본주의의 축자영감설은 개신교 신학에서 이성적 연구와 근대적인 역사적 성경해석의 요소를 모두 배제하기 위한 중요 이론으로 재사용하였다.

### 현대적 이해와 대립
현대의 기독교 신학, 특히 개신교 신학에서 계몽주의적 자유주의 신학은 더 이상 영향력이 없으며, 현대 신학은 기독교 전통과 역사를 강조하는 형태의 신학으로 변화하였다. 그러나 근본주의가 인용하는 칼뱅의 주장을 따라 축자영감설은 성경에 거론되지 않는 개념인 계몽주의를 포함한 다양한 근대 신학적 개념에 신학적 무가치를 증명하기 위한 기준으로 활용되기 시작하였고, 현대 신학이 더 이상 계몽주의와 자유주의적 신학에서 벗어났는데도 여전히 축자영감설을 주장한다.

### 기독교 근본주의의 성경 이해 근거
결국 축자영감적 성서무오설은 극보수주의 개신교 세력인 기독교 근본주의자가 의도대로 성경을 재편집 활용하는 근거 기준으로 변화하였다. 정통 개신교 신학이 진지하게 고려하였던 유럽의 계몽주의와 자연과학연구를 거부하고, 오직 문자적인 성경의 본문과 구절 활용을 주장하였고, 이를 근거로 근대적 성경 주석론과 문헌 비평 이론을 거부하였으며, 근대 과학적 연구 결과를 무시하는 활동을 전개하였다.

### 기독교 근본주의를 위한 성경이해
성경의 문자적 활용과 구약과 신약의 시대적 차이, 시각 차이를 고려하지 않은 무차별적 성경 인용과 활용은 인류에게 열린 복음을 위한 성경이 아니라 기독교 근본주의를 위한 성경 이해가 되었다.
기독교 근본주의에서 모든 성경 글자에까지 영이 담겼다는 '축자영감설'과 문자적으로 성경을 따라야 한다는 '문자적 성경 이해'의 성서무오설은 자신들의 보수적 주장을 지지하는 장치로서 매우 중요하다. 정통 개신교의 신학을 공격하기 위해서는 정통 개신교와 다른 형태의 성경 근거제시가 필요했으나 정통개신교의 성경연구 방식을 뛰어넘을 수 없었고, 결국 종교개혁과 개신교 정통주의 시절 폐기된 축자영감설과 문자적 성경이해를 정통 개신교회가 회피한 것이라는 이유를 들어 재활용하였다.
축자영감설과 문자적 성경이해는 기독교 근본주의자들이 자신들의 보수적 주장에 어울리는 성경 구절들을 무작위로 채택할 수 있는 방편이 된다. 예를 들어 구약의 요나서에서 요나의 불평 기록과 하나님의 명령 기록을 동일한 가치이므로 근본주의자들의 의도에 맞게 얼마든지 재배열, 재편집할 수 있다. 동일한 가치인 이유는 모든 성경 글자까지 영이 깃들어 무슨 문장이라도 영적인 문장이라는 축자영감설의 지지를 받는 탓이다. 이런 논리 구조를 지닌 축자영감설과 문자적 성경이해는 이미 17세기 개신교에서 위험한 성경이해로 폐기되었다.
개신교 보수주의인 기독교 근본주의는 성경을 인류를 향한 ‘완전한 복음의 성경’이 아니라 '축자영감설'과 '문자적성경이해'로 덧칠된 기독교 근본주의의 성경으로 홍보하는 역할을 하였다.

### 자연과학을 이용하는 성경증명
기독교 근본주의자들이 축자영감설을 기준으로 시대적 배경과 신학적 근거 없이 성경의 구절을 재구성하며 ‘반정통 개신교’ 사상, ‘반계몽주의’, ‘반과학주의’, ‘반현대주의’를 주장하였다. 근대 교육을 받고 인문, 자연과학적 상식을 지닌 일반인과 신도들에게서 축자영감설의 주장이 지성과 상식을 거부한다는 비판을 받았다. 반지성적이라는 비난에 반응하여 축자영감설을 따라 펼친 주장들을 과학적으로 증명하고자 시도하여, 결과적으로 근본주의자들이 거부하던 자연과학을 성경의 문자 내용을 증명하는 기준으로 삼는 비논리적이고 언어도단적 행동을 하였다.

## 성경의 흠없음에 대한 일반대중의 문제 제기
기독교와 관련이 적은 타종교인이나 무종교인들의 기독교 성경의 무오설을 비판하는 대부분은 기독교 근본주의의 성서무오설인 축자영감설에 대한 비판적 문제 제기이며, 정통 개신교회 성도와 신학에서 주장하는 정통적 성서무오설에는 문제 제기되지 않는다. 가장 흔히 회자되는 비판 4개를 보면 아래와 같다.

### 성경 사건들의 과학적 증명 가능성 문제
- 정통 개신교회: 성경의 사건과 기록은 과학적으로 증명 가능하다. 인문과학적으로 가능하다. 성경의 진리 내용은 자연 과학과 공존할 수 있으나 자연과학적 증명이 불가능한 인문과학적 진리인 종교적 진리이다. 이것은 예술이 지닌 진리를 자연과학적으로 증명 불가함과 같다[주 5]. 그 성경의 사건과 기록은 ‘과학’의 분야인 인문과학적 증명은 가능하다. 이는 자연과학과 인문과학의 구별이 불분명한 대중에게 자연과학으로 증명을 못하면 사실이 아니라는 자연과학 중심의 근대 교육의 오류로 시작된 질문이었다. 인문과학적 진리 현상은 의미를 다루는 인문과학적 방식을 이용하여 증명하며, 이것에 사실을 다루는 자연과학적 증명의 적용은 불가능하다. 자연과학적 사실마저도 인문과학의 대상이 되면 원인, 결과가 아닌 맥락 관계의 ‘의미 중심’으로 변화한다.[11]. 이는 현대의 예술사상과 인문사상에서 자연과학주의의 절대화를 비평하는 중요한 이론으로 활용된다.
- 근본주의 축자영감설: 성경의 사건을 자연과학적 ‘사실’로 받아들이고, 자연과학 방식으로 증명하려고 자연과학 이론을 도입하여 그 오류로 인해 비난을 받는다. 성경이 자연과학의 범위를 넘어가는 것이라고 주장하면서도 여전히 근대주의적 과학주의를 따라 자연과학으로 증명하고자 한다. 성경의 내용인 ‘인문과학적 의미’의 문제를 ‘자연과학적 사실’의 문제로 변질시키는 심각한 오류를 발생시킨다.

### 성경 내용의 잔혹성 문제
- 정통 개신교회: 성경 사건의 이해는 예수 그리스도의 '복음'을 기준으로 판단하고 그 ‘시대적 의미’를 이해한다. 구약과 신약성경 중에 특히 구약의 역사서 내용에는 잔혹한 전쟁 사건과 살해 사건이 기록되었다. 이 전쟁사건을 현재에도 적용할 수 있는가에 대해서는 그리스도의 복음을 기준할 때 이에 맞지 않으며, 기록 내용은 당시의 상황적 한계를 지닌 사건이다. 그러므로 현재 교회 활동에 실제 적용하지 못하는 내용으로 분류하고, 그 사건의 시대적 상황에서 맥락을 따라 그 의미를 찾아 이해해야 한다.
- 근본주의 축자영감설: 성경 본문의 ‘시대적 배경’, 성경 기록자의 '삶의 자리'를 거부하고 성경의 모든 구절을 영구적인 동일 가치로 판단하여 전쟁이 필요할 경우 전쟁을 지원하는 성경구절을 활용하고, 평화를 위한 구절을 제시하지 않는다. 이런 무시대적 성경 접근과 취사선택 문제에 대해서 지속적인 비판이 있다.

### 금지하는 음식의 문제
- 정통 개신교회: 구약의 음식 제한은 시대적 상황에 따라 공동체의 생존과 관련된 문제였다. 돼지고기 금지의 구약 기록은 구약시대에 하나님을 따르는 유태인에게 공동체적 의미가 있었다. 유목민인 유태인에게 돼지는 곡식을 먹는 가축으로 인간과 식량을 경쟁하는 가축이었고, 유목 생활의 잦은 이동에 거추장스러운 가축이었으며, 특히 농경 문명의 타종교에서 풍요의 신 상징으로 활용된 가축이었다. 차라리 어려운 이들에게 곡식을 먹이고 돼지고기는 먹지 않는 공동체가 유목민으로 생존 가능하며, 서로에게 사랑을 실천하는 공동체였다. 그러나 그리스도 이후 기독교인들에게 특권층의 율법적 음식제한은 이미 신약성경에서 기득권의 자격 요건으로 활용된다고 비평하였고, 그리스도의 복음을 기준으로 그 음식 제한의 의미는 이미 사도 시대부터 세상에 허락하신 음식에 대한 이해로 바뀌어, 돼지고기와 제사 고기도 먹어왔다. 기독교에서 구약의 음식 제한은 성경의 실제 의도인 봉사와 나눔의 의미로 인식하였고, 이에 따라 지역 공동체를 위한 사회 봉사, 음식 나눔으로 실천하는 것은 기독교 초대교회부터의 전통이 되었다.
- 근본주의 축자영감설: 축자영감설을 따르는 일부 단체와 교단은 구약의 금지 음식 조항 적용의 거부 설명 없이 이를 따르지 않으며, 일부 극단적인 근본주의 축자영감설을 주장하는 단체와 교단에서는 구약성경의 금지 음식을 금기로 삼는다.

### 성경의 남녀차별 문제
- 정통 개신교회: 특히 ‘구약’성경의 남녀차별적 표현과 일부다처제 내용은 그리스도의 복음을 따르는 기독교인에게 그리스도 이전의 '습속'으로 따를 필요가 없고, 고대 시대에 약자의 생존을 보장하는 중동지역 풍습 중 하나로 이해해야 하는 내용이다. 이미 신약성경에는 남녀 구분 없이 교회를 섬겼던 기록이 나오며, 사도 바울이 여성 동역자에게 감사 글을 전한 기록도 있다. 따라서 정통 개신교회는 성찬 보좌와 예배 기도, 구제, 선교, 교회 임직 등의 교회 활동에서만이 아니라 목사 안수에서도 남녀의 차별이 없다.
- 근본주의 축자무오설: 성경에 나온 남녀 차별을 따르고, 여성은 제단에 오를 수 없다는 구약의 본문을 존중한다. 특히 여성의 교회활동 참여와 성찬 보좌 등의 예배 예식의 주요 직무는 철저히 제어된다. 기독교 근본주의 개신교회 교단의 대부분은 여성에게 목사직 자격을 제한한다.

### 축자영감설의 성경 이해 비판
기독교 성경과 성경에 따른 주장에 대한 비난 중 다수를 차지하는 위의 4 가지 비난은 ‘정통 개신교회’의 성경이해에 대한 비난으로 볼 수 없으며, 기독교 근본주의의 축자영감설의 성경이해에 대한 비난으로 인식해야 한다. 기타 비난의 대부분 역시 기독교 근본주의 축자영감설로 시도한 성경 설명에 대한 비난이다.

## 같이 보기
- 개신교
- 경건주의
- 마틴 루터
- 성경 영감설
- 신약성경
- 장 칼뱅
- 존 웨슬리
- 종교개혁

## 주해
1. ↑  대한민국 개신교의 교단 신학은 크게 개혁주의, 칼뱅 신학 계열과 개신교 공교회주의, 웨슬리 신학 계열로 나뉜다. 칼뱅 신학 계열은 장로교회와 침례교회, 회중교회의 등이고, 웨슬리 신학 계열은 감리교회와 성결교회, 순복음교회, 구세군교회 등이다.
2. ↑  대한민국 개신교의 교단의 신학은 크게 칼뱅 계열 신학과 웨슬리 계열 신학으로 나뉜다.
3. ↑  칼뱅 신학 연구에서는 정작 칼뱅이 성경을 강조하기 위해 성경이 하나님의 영에 따른다는 표현을 사용했으나 축자영감설을 주장한 적이 없음을 보여준다.
4. ↑  서방교회가 8세기에 폐기된 '필리오케' 문제를 11세기에 다시 재활용하여 공교회 제도를 끝내고 서방과 동방교회로 분리된 것과 유사한 흐름이다.
5. ↑  인간의 모든 연구와 학문이 한계를 지니듯 자연과학도 그 한계가 분명하다. 사실에 대한 정확한 분석을 결론 짓기에는 자연과학과 공학이 유효하지만, 개인 삶의 의미와, 인간의 행동 의미와, 사회제도 기반 사상의 의미를 파악하기에는 자연과학은 무효하다.